# Diospyros pterocalyx
Diospyros pterocalyx är en tvåhjärtbladig växtart som beskrevs av Wenceslas Bojer och A. Dc. Diospyros pterocalyx ingår i släktet Diospyros och familjen Ebenaceae. Inga underarter finns listade i Catalogue of Life.